# Paulo Braga (político)
Paulo Roberto Luz Braga (Salvador, 7 de outubro de 1946) mais conhecido como Paulo Braga é um administrador, pecuarista e ex-político brasileiro, tendo o Democratas como sua última agremiação partidária. Pela Bahia, exerceu o cargo de Deputado Federal além de ter sido prefeito e vice-prefeito de Barreiras.
É irmão do ex-Deputado Estadual e Federal Luiz Braga, falecido em 2005.

## Carreira Política
Em 1981 filiou-se ao PDS e no mesmo ano disputa seu primeiro cargo eletivo, de Vice-prefeito de Governador Balbino, atual município de Barreiras na chapa encabeçada pelo ex-prefeito Baltazarino Andrade, também do PDS, tendo sido eleitos com 6.154 votos.
Em 1986 após a dissidência do grupo liderado por Antônio Carlos Magalhães com o PDS, Braga filia-se ao PFL junto aos demais integrantes do grupo, incluindo Baltazarino Andrade.
No ano de 1989 torna-se prefeito da cidade de Barreiras após vencer o pleito municipal de 1988, como candidato à sucessão de Baltazarino, de quem havia sido Vice-prefeito.
Durante o seu mandato de prefeito foi instituída a Casa de Cultura de Barreiras, através da Lei 159/92, que permitia com que o executivo municipal tivesse autonomia para tombar patrimônios históricos da cidade afim de assegurar a realização das atividades culturais no município.
Foi também em sua passagem pela prefeitura que foi instituída a primeira lei antifumo no município, com foco nas pessoas que fumavam nos ônibus que fazem o transporte coletivo de passageiros no município.
Também em 1989 assumiu a vice-presidência da Associação Brasileira de Prefeitos, e em 1991 assumiu o cargo de vice-presidente da União dos Prefeitos da Bahia, cargos que exerceu até 1992.

### Pós Prefeitura
Paulo deixou a prefeitura de Barreiras em 1° de janeiro de 1993, sendo sucedido pelo médico Saulo Pedrosa do Partido da Social Democracia Brasileira, em 1996 tentou novamente alçar o cargo de prefeito, não obtendo sucesso, sendo derrotado por Antônio Henrique, do PTB.
Nas eleições estaduais da Bahia de 1998, é eleito Deputado Federal pela Bahia, com 58.326 votos. Durante sua passagem pela Câmara dos Deputados integrou diversas comissões permanentes como a da Agricultura e Política Rural e dos Transportes, além de comissões especiais, como a do Fundo Nacional de Desenvolvimento do Semiárido.
Em 2004 concorre ao cargo de prefeito de Barreiras mais uma vez, sendo derrotado pelo também ex-prefeito da cidade, Saulo Pedrosa, do PSDB.

## Controvérsias
Em janeiro de 1997, 4 anos após deixar a prefeitura de Barreiras, Paulo Braga foi condenado pelo tribunal de contas da união a devolver aos cofres públicos do município cerca de quatro milhões de cruzeiros, mais os encargos legais, a contar de fevereiro de 1992 após o TCU julgar que o então prefeito não conseguiu atestar "o bom e regular" emprego dos recursos.

## Desempenho Eleitoral
| Ano  | Eleição                         | Cargo            | Partido                                                                                             | Partido | Coligação               | Titular/Vice                        | Votos para Paulo | Votos para Paulo | Votos para Paulo | Resultado | Ref   |
| Ano  | Eleição                         | Cargo            | Partido                                                                                             | Partido | Coligação               | Titular/Vice                        | Total            | %                | P.               | Resultado | Ref   |
| ---- | ------------------------------- | ---------------- | --------------------------------------------------------------------------------------------------- | ------- | ----------------------- | ----------------------------------- | ---------------- | ---------------- | ---------------- | --------- | ----- |
| 1982 | Municipal de Governador Balbino | Prefeito         | | PDS     | Partido Isolado         | Titular: Baltazarino Andrade (PDS)  | 6.154            | -                | 1°               | Eleito    | [ 1 ] |
| 1988 | Municipal de Barreiras          | Prefeito         | | PFL     | -                       | Vice: Arlete Wanderley Moreno (PFL) | -                | -                | 1°               | Eleito    | [ 1 ] |
| 1996 | Municipal de Barreiras          | Prefeito         | -                                                                                                   | PFL     | -                       | -                                   | -                | -                | Não Eleito       | [ 11 ]    |       |
| 1998 | Estadual da Bahia               | Deputado Federal | Luís Eduardo Magalhães (PFL, PL, PMDB, PPB, PTB, PSC, PRN, PST, PTdoB)                              | PFL     | —                       | 58.326                              | 1,41%            | 25°              | Eleito           | [ 12 ]    |       |
| 2004 | Municipal de Barreiras          | Prefeito         | O Trabalho Vai Continuar (PFL, PP, PTB, PSL, PTN, PSC, PL, PSDC, PRTB, PMN, PTC, PRP, PRONA, PTdoB) | PFL     | Vice: Alberto Lins (PP) | 25.043                              | 45,17%           | 2°               | Não Eleito       | [ 8 ]     |       |